# 新潟大賞典
新潟大賞典（にいがただいしょうてん）は、日本中央競馬会（JRA）が新潟競馬場で施行する中央競馬の重賞競走（GIII）である。
正賞は新潟県知事賞。

## 概要
1967年から1977年まで、福島競馬場で「福島大賞典（ふくしまだいしょうてん）」が行われていたが、1978年に福島競馬場の馬場改修工事が行われた際、新潟競馬場で「新潟ステークス（第12回福島大賞典）」として行われたのを機に廃止され、1979年に5歳（現4歳）以上の馬による重賞として創設された。
創設時の施行距離は芝2000m（右回り）で、1984年から芝2200m（右回り）に変更。1996年から再び芝2000m（右回り）に戻された後、2002年から芝外回り2000m（左回り）に変更され現在に至る。
2005年から国際競走となり、外国馬が出走可能になった。2020年からは地方競馬所属馬も出走可能になった。

### 競走条件
以下の内容は、2025年現在のもの。
出走資格：サラ系4歳以上
- JRA所属馬
- 地方競馬所属馬（認定馬のみ、2頭まで）
- 外国調教馬（優先出走）

負担重量：ハンデキャップ

### 賞金
2025年の1着賞金は4300万円で、以下2着1700万円、3着1100万円、4着650万円、5着430万円。

## 歴史
- 1979年 - 5歳以上の馬による重賞競走として創設、新潟競馬場の芝2000mで施行[5]。
- 1984年 - グレード制施行によりGIII[注 1]に格付け[5]。
- 1999年 - 混合競走に指定（2000年まで）[1]。
- 2001年 - 馬齢表示の国際基準への変更に伴い、出走資格を「4歳以上」に変更[1]。
- 2005年 - 国際競走となり、外国調教馬が4頭まで出走可能になる[6]。
- 2007年 - 日本のパートI国昇格に伴い、格付表記をJpnIIIに変更[8]。
- 2009年
  - 外国調教馬の出走枠を8頭に拡大[9]。
  - 格付表記をGIII（国際格付）に変更[9]。
- 2011年 - 「被災地支援競走」の副称をつけて施行[10]。
- 2020年 
  - 特別指定交流競走に指定され、地方競馬所属馬が2頭まで出走可能になる。
  - 新型コロナウイルス感染症（COVID-19）の感染拡大防止のため「無観客競馬」として実施[11]。
- 2021年 - 福島県沖地震の影響による福島競馬の開催中止に伴い、第2回新潟競馬として実施[12]。
- 2024年 - 「JRA70周年記念競走」の副称をつけて施行[13]。
- 2025年 - 施行時期を1週間遅らせ、施行日を2010年以来再び土曜日に変更すると共に、ヴィクトリアマイルの前日に施行。

### 歴代優勝馬
コース種別を表記していない距離は、芝コースを表す。
優勝馬の馬齢は、2000年以前も現行表記に揃えている。
新潟競馬場の距離は第21回まで右回り、第24回から左回り。
| 回数   | 施行日        | 競馬場 | 距離  | 優勝馬             | 性齢 | タイム | 優勝騎手   | 管理調教師 | 馬主                                 |
| ------ | ------------- | ------ | ----- | ------------------ | ---- | ------ | ---------- | ---------- | ------------------------------------ |
| 第1回  | 1979年5月13日 | 新潟   | 2000m | チェリーリュウ     | 牡4  | 2:02.5 | 市丸繁     | 田中康三   | 桜井録郎                             |
| 第2回  | 1980年5月11日 | 新潟   | 2000m | ファーストアモン   | 牡4  | 2:03.3 | 増沢末夫   | 松山吉三郎 | （株）アモン                         |
| 第3回  | 1981年5月10日 | 新潟   | 2000m | ジュウジアロー     | 牝4  | 2:04.4 | 安田富男   | 加藤修甫   | 岡田充司                             |
| 第4回  | 1982年5月16日 | 新潟   | 2000m | ハセシノブ         | 牝5  | 2:02.4 | 大崎昭一   | 畠山重則   | 長南鶴雄                             |
| 第5回  | 1983年5月15日 | 新潟   | 2000m | キヨヒダカ         | 牡5  | 2:02.2 | 増沢末夫   | 森安弘昭   | 清峯隆                               |
| 第6回  | 1984年5月13日 | 新潟   | 2200m | ミクロンテンロー   | 牡5  | 2:15.8 | 橋口満朗   | 佐藤嘉秋   | 細川益男                             |
| 第7回  | 1985年5月12日 | 福島   | 2000m | カネクロシオ       | 牡5  | 1:59.3 | 蛯沢誠治   | 成宮明光   | 畠山伊公子                           |
| 第8回  | 1986年5月11日 | 新潟   | 2200m | スーパーグラサード | 牡4  | 2:14.3 | 中野栄治   | 清水美波   | 平野井昌弘                           |
| 第9回  | 1987年5月10日 | 新潟   | 2200m | セッテジュノー     | 牝6  | 2:14.5 | 増沢末夫   | 山崎彰義   | 河合秀夫                             |
| 第10回 | 1988年5月15日 | 新潟   | 2200m | メークアスマート   | 牡4  | 2:14.6 | 吉沢宗一   | 鈴木勝美   | 八百板俊一郎                         |
| 第11回 | 1989年5月7日  | 新潟   | 2200m | メモリーバイス     | 牡4  | 2:13.1 | 松永幹夫   | 渡辺栄     | （株）シンザンクラブ                 |
| 第12回 | 1990年5月13日 | 福島   | 2000m | ユーワフォルテ     | 牡5  | 2:02.1 | 徳吉一己   | 保田隆芳   | （株）ユーワ                         |
| 第13回 | 1991年5月12日 | 新潟   | 2200m | トウショウバルカン | 牡5  | 2:14.3 | 角田晃一   | 渡辺栄     | トウショウ産業（株）                 |
| 第14回 | 1992年5月17日 | 新潟   | 2200m | メジロパーマー     | 牡5  | 2:13.4 | 山田泰誠   | 大久保正陽 | （有）メジロ牧場                     |
| 第15回 | 1993年5月16日 | 新潟   | 2200m | ハシノケンシロウ   | 牡6  | 2:13.5 | 大塚栄三郎 | 八木沢勝美 | 橋本中                               |
| 第16回 | 1994年5月15日 | 新潟   | 2200m | ゴールデンアワー   | 牡7  | 2:15.1 | 山田泰誠   | 安藤正敏   | 前田晋二                             |
| 第17回 | 1995年5月14日 | 福島   | 2000m | アイリッシュダンス | 牝5  | 2:02.9 | 橋本広喜   | 栗田博憲   | 吉田照哉                             |
| 第18回 | 1996年5月12日 | 新潟   | 2000m | マイヨジョンヌ     | 牡6  | 2:02.1 | 坂井千明   | 畠山重則   | 柴原榮                               |
| 第19回 | 1997年5月11日 | 新潟   | 2000m | マイヨジョンヌ     | 牡7  | 2:00.8 | 坂井千明   | 畠山重則   | 柴原榮                               |
| 第20回 | 1998年5月17日 | 新潟   | 2000m | サイレントハンター | 牡5  | 1:58.4 | 吉田豊     | 大久保洋吉 | 臼田浩義                             |
| 第21回 | 1999年5月16日 | 新潟   | 2000m | ブリリアントロード | 牡4  | 2:00.0 | 山田和広   | 坪正直     | 大澤毅                               |
| 第22回 | 2000年5月14日 | 福島   | 2000m | タヤスメドウ       | 牡5  | 2:01.0 | 土肥幸広   | 加藤敬二   | 横瀬寛一                             |
| 第23回 | 2001年5月13日 | 福島   | 2000m | サイレントハンター | 牡8  | 1:59.5 | 吉田豊     | 大久保洋吉 | 臼田浩義                             |
| 第24回 | 2002年5月12日 | 新潟   | 2000m | キングフィデリア   | 牡4  | 1:58.8 | 幸英明     | 武田博     | 加藤守                               |
| 第25回 | 2003年5月18日 | 新潟   | 2000m | ダンツフレーム     | 牡5  | 1:58.3 | 本田優     | 山内研二   | 山元哲二                             |
| 第26回 | 2004年5月16日 | 新潟   | 2000m | マイネルアムンゼン | 牡5  | 2:00.5 | 大西直宏   | 田中清隆   | （株）サラブレッドクラブ・ラフィアン |
| 第27回 | 2005年5月15日 | 新潟   | 2000m | エアセレソン       | 牡5  | 1:58.9 | 藤田伸二   | 伊藤雄二   | （株）ラッキーフィールド             |
| 第28回 | 2006年5月6日  | 新潟   | 2000m | オースミグラスワン | 牡4  | 1:59.1 | 四位洋文   | 安藤正敏   | （株）オースミ                       |
| 第29回 | 2007年5月5日  | 新潟   | 2000m | ブライトトゥモロー | 牡5  | 1:57.7 | 木幡初広   | 石坂正     | （有）サンデーレーシング             |
| 第30回 | 2008年5月10日 | 新潟   | 2000m | オースミグラスワン | 牡6  | 1:58.5 | 川田将雅   | 荒川義之   | （株）オースミ                       |
| 第31回 | 2009年5月9日  | 新潟   | 2000m | シンゲン           | 牡6  | 1:56.9 | 藤田伸二   | 戸田博文   | 花木照人                             |
| 第32回 | 2010年5月8日  | 新潟   | 2000m | ゴールデンダリア   | 牡6  | 1:57.7 | 柴田善臣   | 二ノ宮敬宇 | 田中八郎                             |
| 第33回 | 2011年5月8日  | 新潟   | 2000m | セイクリッドバレー | 牡5  | 1:58.4 | 丸山元気   | 高橋裕     | 吉田勝己                             |
| 第34回 | 2012年5月6日  | 新潟   | 2000m | ヒットザターゲット | 牡4  | 1:59.0 | 古川吉洋   | 加藤敬二   | 前田晋二                             |
| 第35回 | 2013年5月5日  | 新潟   | 2000m | パッションダンス   | 牡5  | 1:56.9 | 藤岡康太   | 友道康夫   | 金子真人ホールディングス（株）       |
| 第36回 | 2014年5月11日 | 新潟   | 2000m | ユールシンギング   | 牡4  | 1:59.2 | 吉田隼人   | 勢司和浩   | （有）社台レースホース               |
| 第37回 | 2015年5月10日 | 新潟   | 2000m | ダコール           | 牡7  | 1:59.6 | 小牧太     | 中竹和也   | （株）ノースヒルズ                   |
| 第38回 | 2016年5月8日  | 新潟   | 2000m | パッションダンス   | 牡8  | 1:57.8 | 津村明秀   | 友道康夫   | 金子真人ホールディングス（株）       |
| 第39回 | 2017年5月7日  | 新潟   | 2000m | サンデーウィザード | 牡5  | 1:58.6 | 石橋脩     | 大久保龍志 | 巽祐子                               |
| 第40回 | 2018年5月6日  | 新潟   | 2000m | スズカデヴィアス   | 牡7  | 2:00.0 | 三浦皇成   | 橋田満     | 永井啓弍                             |
| 第41回 | 2019年4月29日 | 新潟   | 2000m | メールドグラース   | 牡4  | 1:58.6 | D.レーン   | 清水久詞   | （有）キャロットファーム             |
| 第42回 | 2020年5月10日 | 新潟   | 2000m | トーセンスーリヤ   | 牡5  | 1:58.6 | 横山和生   | 小野次郎   | 島川隆哉                             |
| 第43回 | 2021年5月9日  | 新潟   | 2000m | サンレイポケット   | 牡6  | 1:59.3 | 鮫島克駿   | 高橋義忠   | 永井啓弐                             |
| 第44回 | 2022年5月8日  | 新潟   | 2000m | レッドガラン       | 牡7  | 1:57.7 | 岩田康誠   | 安田隆行   | （株）東京ホースレーシング           |
| 第45回 | 2023年5月7日  | 新潟   | 2000m | カラテ             | 牡7  | 2:03.8 | 菅原明良   | 辻野泰之   | 小田切光                             |
| 第46回 | 2024年5月5日  | 新潟   | 2000m | ヤマニンサルバム   | 牡5  | 2:00.1 | 斎藤新     | 中村直也   | 土井肇                               |
| 第47回 | 2025年5月17日 | 新潟   | 2000m | シリウスコルト     | 牡4  | 2:00.5 | 古川吉洋   | 田中勝春   | 飯田正剛                             |